# Municipalitatea Arivechi, Sonora
Arivechi este o municipalitate, Arivechi din statul Sonora, Mexic. Localitatea omonimă, Arivechi, este reședința sa.

## Istoric
Așezarea Arivechi a fost fondată sub numele de San Javier de Arivechi, în 1627 de către misionarul iezuit Pedro Méndez. Pământul pe care se găsește municipalitatea aparținuse tribului Opata, care l-a cedat sistemului misiunilor iezuite prin intemediul instituției iezuite Rectorado de San Francisco de Borja, alături de locuitori nativi cunoscuți sub numele de Pónida y Bacanora. Arivechi a devenit municipalitate în 1932.

## Geografie
Localitatea Arivechi se găsește în partea central estică a statului Sonora la coordonatele 28°55' "N și 109°11'"V, la o altitudine de 556 de metri. Se învecinează la nord, est și sud cu municipalitatea Sahuaripa, iar la vest cu municipalitatea Bacanora.  Întreaga suprafață a unității administrative este de 738,8 km2,].

## Demografie
Populația municipalității fusese de 1.280 de locuitori (conform estimării din 2005), dintre care 866 locuiau în reședința municipalității.

## Alte date
Municipalitatea este străbătută de râul Sahuaripa, care este un afluent al râului Yaqui.
Economia este locală și se bazează pe creșterea vitelor și pe agricultură. Localitatea se găsește în apropierea drumului național 117, care conectează Arivechi cu Agua Prieta. Distanța din reședința Arivehi la granița Statele Unite - Mexico este de 339 km.